# Simone Fulda
Simone Fulda (* 15. März 1968 in Köln) ist eine deutsche Kinderonkologin und war von 2020 bis 2024 Präsidentin der Christian-Albrechts-Universität zu Kiel.

## Werdegang
Fulda studierte von 1988 bis 1995 Humanmedizin an der Universität zu Köln, an der Harvard Medical School in Boston (USA), an der University of California, San Francisco (USA), an der University of Arizona in Phoenix (USA) und an dem University College Dublin (Irland). Sie promovierte 1995 an der Universität zu Köln.
Von 1995 bis 2001 absolvierte sie ihre Facharztausbildung an den Universitätskinderkliniken Heidelberg und Ulm, sowie als Postdoc am Deutschen Krebsforschungszentrum in Heidelberg und am Institut Gustave Roussy in Villejuif (Frankreich) und schloss diese als Fachärztin für Kinderheilkunde 2001 ab. Im gleichen Jahr habilitierte sie an der Universität Ulm und forschte dort von 2002 bis 2007 als Heisenberg-Stipendiatin der Deutschen Forschungsgemeinschaft, bevor sie 2007 eine DFG-Forschungsprofessur (W3) für Pädiatrische Forschung an der Universität Ulm antrat. Im Jahr 2010 wurde sie an die Goethe-Universität Frankfurt am Main als Professorin (W3) für Experimentelle Tumorforschung und Direktorin des Instituts für Experimentelle Tumorforschung in der Pädiatrie berufen. Von 2018 bis September 2020 war sie Vizepräsidentin für Forschung und akademische Infrastruktur der Goethe-Universität Frankfurt. Am 24. Juni 2020 wurde sie zur Präsidentin der Christian-Albrechts-Universität zu Kiel gewählt. Dieses Amt hatte sie bis zum 10. Februar 2024 inne. Da sie bei ihrem Wechsel nach Kiel auf eine Professur berufen, gleichzeitig für die Ausübung ihres Amtes als Präsidentin aber beurlaubt wurde, griff nach ihrem Rücktritt eine Rückfalloption, so dass sie wieder reguläre Professorin der medizinischen Fakultät wurde.

## Forschung
Fulda ist Fachärztin für Kinder- und Jugendmedizin mit einem Schwerpunkt auf Onkologie. Sie untersucht, welche molekularen Mechanismen bei Krebserkrankungen im Kindesalter eine Rolle spielen und wie diese Mechanismen den programmierten Zelltod (Apoptose) verhindern, der normalerweise für ein Absterben von Zellen mit beschädigtem oder verändertem Erbgut sorgt. Fulda beschäftigt sich auch damit, wie diese Mechanismen als Angriffspunkte für Chemotherapeutika genutzt werden können. So konnte sie zeigen, dass Tumorzellen durch bestimmte Caspasen (SMAC, second mitochondria-derived activator of caspases) wieder für Apoptose zugänglich gemacht werden können. Ihre Forschung führte zur pharmazeutischen Entwicklung von SMAC-Agonisten. Sie konnte außerdem zeigen, dass Betulinsäure in bestimmten Tumorzellen Apoptose auslösen kann.

## Kontroversen
Am 22. Januar 2024 wurde Fulda durch den Wissenschaftsblogger Leonid Schneider vorgeworfen, ihre Daten in früheren Forschungsarbeiten manipuliert zu haben. Hierbei handelt es sich um Forschungen auf dem Gebiet der molekularen Krebsforschung. In mehreren Fällen sollen Abbildungen gefälscht worden sein. Die Vorwürfe wurden von Fulda zurückgewiesen. In einem Artikel im Laborjournal wies Henrik Müller darauf hin, dass aus Fuldas Zeit als Postdoktorandin und spätere Heisenberg-Stipendiatin ausschließlich jene Publikationen betroffen sind, für die sie als Erst- oder Zweitautorin inhaltlich hauptverantwortlich war. Am 10. Februar 2024 teilte das Bildungsministerium des Landes Schleswig-Holstein mit, dass Simone Fulda von ihrem Amt als Präsidentin der Christian-Albrechts-Universität zu Kiel zurücktrete. Am 10. Januar 2025 teilte die Goethe-Universität Frankfurt am Main mit, dass das Verfahren gegen Fulda eingestellt wurde, da die Vorwürfe der angeblichen Datenmanipulation unbegründet gewesen seien. Das Ergebnis der Prüfung zum gleichen Sachverhalt durch die Deutsche Forschungsgemeinschaft wurde am 4. Juli 2025 mitgeteilt. Danach hat Simone Fulda grob fahrlässig gehandelt. Sie wurde von der DFG gerügt und für ein Jahr von der Antragsberechtigung ausgeschlossen.

## Auszeichnungen
- seit 2018 Mitglied der Nationalen Akademie der Wissenschaften Leopoldina[10]
- 2016 Ingrid zu Solms-Stiftung Sonderpreis/Forschungspreis der Berner Stiftung
- 2014 Deutscher Krebspreis
- 2007 Johann-Georg-Zimmermann-Forschungspreis
- 2006 Merckle-Forschungspreis
- 2005 Walter-Schulz-Forschungspreis
- 2002 Vincenz-Czerny-Preis der Deutschen Gesellschaft für Hämatologie und Onkologie
- 2002 Kind-Philipp-Preis der Gesellschaft für Pädiatrische Onkologie und Hämatologie
- 2002 Schweisguth-Preis der Internationalen Gesellschaft für pädiatrische Onkologie
- 2002–2007 Heisenberg-Stipendium der Deutschen Forschungsgemeinschaft
- 2001 Ingrid-zu-Solms-Wissenschaftspreis der Landesärztekammer Hessen
- 1998 Förderpreis der Gesellschaft für Pädiatrische Onkologie und Hämatologie